# Mikołaj Kanabos
Nikolaos Kanabos lub Nicolaus Kanabus (zm. 5 lutego 1204) – wybrany na cesarza bizantyńskiego 25 lub 27 stycznia 1204 przez Senat, kapłanów i lud Konstantynopola. Odmówił przyjęcia wyboru. Nie chciał opuścić kościoła Hagia Sofia. Cesarz Aleksy V Murzuflos zaproponował mu wysokie stanowisko w swej administracji, ale Mikołaj odmówił. W dniu 5 lutego 1204 Aleksy V rozkazał go uwięzić i stracić.